# ぶちぬき
『ぶちぬき』は、テレビ東京で2005年4月4日から2006年3月24日まで放送していた公開バラエティ番組である。毎週月 - 金曜日、17:25 - 18:00 (JST) に生放送。

## 放送概要
若手芸人がMCを務めた前番組の『シブスタ』とは違い、メインMCをガレッジセール・ココリコ・雨上がり決死隊・極楽とんぼ・ロンドンブーツ1号2号といった吉本興業所属の中堅人気お笑いコンビが担当していた。放送形態は引き続き渋谷BOXXでの公開生放送。また、一部の女性レギュラーやスポンサーは前番組に引き続き参加していた。
深夜に『ぷっちNUKI』という姉妹番組が放送されていた。
2005年8月30日、MC5組がそれぞれ別の芸人の実家を訪ねる『田舎に帰ろう 勝手に親孝行スペシャル』がゴールデンタイム（19:00 - 21:00）に放送された。
2006年1月9日、MC5組のそれぞれのコンビが労をねぎらう旅をする『芸人いい旅ふたり旅〜2人っきりで旅なんて久しぶりじゃんSP』（番組表では「いい旅…芸人爆笑SP赤面2人きり感動旅行」）がゴールデンタイムで放送された。
2006年3月24日、金曜の『ぶちぬきロンブー』をもって『ぶちぬき』全体は終了した。後継番組は、18時30分枠のアニメと枠交換の上、2006年4月3日から2009年4月2日まで月曜から金曜の18時30分からの30分枠で、ぶちぬきと同じ吉本芸人のレギュラー（開始当初は曜日の振り分けも同じ、のちに一部曜日でMC交代）で「スキバラ」が放送された。また、17時30分 - 18時00分には「アニメ530」が18時30分枠からの枠移動という形で新設された。
生放送という触れ込みだったが、出演者があいさつを間違えてしまい、そのままオンエアしてその回が録画放送であることをばらした。

## 司会
- 月曜日 - ガレッジセール（川田広樹・ゴリ）、安めぐみ、浜田翔子
- 火曜日 - ココリコ（遠藤章造・田中直樹）、鈴木なお、鈴木あきえ
- 水曜日 - 雨上がり決死隊（蛍原徹・宮迫博之）、小倉優子、大網亜矢乃
- 木曜日 - 極楽とんぼ（山本圭壱・加藤浩次）、森下千里、奥谷侑加
- 金曜日 - ロンドンブーツ1号2号（田村亮・田村淳）、安田美沙子、夏川純

## 系列ネット局
- テレビ愛知はローカルニュースを放送しているため、深夜に時間差ネット（24:53 - 25:28）されていた。ただし、火・金は元々スポンサーの存在する枠のため、月・水・木の3日分しか放送されなかった（内容は1週遅れ）。
- TVQ九州放送でもローカルニュース放送のため、2005年9月29日から木曜日分、2005年10月5日から水曜日分が時間差ネットされていた。
- テレビせとうちは木曜日分のみ時間差ネット（25:28 - 26:03）されていた。

## ディスコグラフィー
- 金曜『ぶちぬきロンブー』内で、昭和の名曲にオリジナルアレンジを加えて暫定チャンピオンと挑戦者が競う「昭和の名曲アレンジ」という企画コーナーを行い、3週連続勝ち抜きを果たしたグランドチャンピオン5組によるオムニバスアルバムが発売された[1]。

|     | 発売日        | タイトル                                         | 規格品番   | 収録曲                                    | アーティスト名 |
| --- | ------------- | ------------------------------------------------ | ---------- | ----------------------------------------- | -------------- |
| 1st | 2006年3月22日 | スター★ヒットパレード 昭和の名曲アレンジベスト盤 | YRCN-11074 | My Revolution (ジャズアレンジ)            | 阿部将         |
| 1st | 2006年3月22日 | スター★ヒットパレード 昭和の名曲アレンジベスト盤 | YRCN-11074 | ワインレッドの心 (弾き語りアレンジ)       | 高橋知秀       |
| 1st | 2006年3月22日 | スター★ヒットパレード 昭和の名曲アレンジベスト盤 | YRCN-11074 | 少年時代 (R&Bアレンジ)                    | vague          |
| 1st | 2006年3月22日 | スター★ヒットパレード 昭和の名曲アレンジベスト盤 | YRCN-11074 | 時の流れに身をまかせ (ストリートアレンジ) | 保刈あかね     |
| 1st | 2006年3月22日 | スター★ヒットパレード 昭和の名曲アレンジベスト盤 | YRCN-11074 | 人生いろいろ (クラブアレンジ)             | High-style     |
| 1st | 2006年3月22日 | スター★ヒットパレード 昭和の名曲アレンジベスト盤 | YRCN-11074 | 昭和のロンブー (ボーナストラック)         |                |

## 備考
- ぶちぬきとんぼ初回の「鬼のツボ合戦」で村上ショージがネタ披露したときに、1回目にゲストの勝俣州和が退場し、2回目では音声スタッフの1人がツボにはまってしまい、退場となり観客の1人が音声になるハプニングがあった。
- オープニング冒頭でレイザーラモンHGが登場した際は、オープニングテーマをいもうとと共に踊っていた。

## スタッフ
- 企画構成：高須光聖
- 総合演出：斉藤敏豪
- AP：五箇公貴（テレビ東京）
- プロデューサー：大庭竹修（テレビ東京）、林正樹（吉本興業）
- 総合プロデューサー：近藤正人（テレビ東京）
- スタッフ協力：辻村たろう（NET WEB）、西森尚展（火）、加茂忠夫（トラストクリエイション）、並木慶（バックアップメディア）（水）、西本武（office fum）（木）、堤本幸男（バックアップメディア）（金）
- 制作協力：吉本興業
- 製作著作：テレビ東京